# Mochus fortis
Mochus fortis (лат.) — вид клопов, единственный в составе рода Mochus Distant, 1910 (syn. Tunaria Pirán, 1957) из семейства древесных щитников. Эндемики Австралии.

## Описание
Длина тела менее 1 см. От близких родов отличается следующими признаками: Пронотум сильно уплощен. Параклипеи вогнуты медианно, не выходят за пределы антеклипеуса;  1-й усиковый сегмент очень длинный, значительно превосходит кончик головы; рострум доходит по крайней мере до 3-го брюшного стернита, дистальный конец 1-го сегмента рострума достигает заднего конца простернума; максиллярный бугорок отсутствует. Пронотум бороздчатый медиально, борозда окаймлена приподнятыми боковыми областями, образующими отчетливые противоположные створки.  Лапки состоят из двух сегментов. Щитик треугольный и достигает середины брюшка, голени без шипов.